# Distretto di San Gabán
Il distretto di San Gabán è uno dei  distretti della provincia di Carabaya, in Perù. Si trova nella regione di Puno e si estende su una superficie di 2.029,22 chilometri quadrati.

Istituito il 15 ottobre 1925, ha per capitale la città di Lanlacuni Bajo; al censimento 2005 contava 4.243 abitanti.